# هجوم الطماطم القاتلة
هجوم الطماطم القاتلة هو فيلم ساخر إنتاج 1979،تم صنع الفيلم بميزانية أقل من 100 ألف دولار أمريكي  تحكي قصة الفيلم عن طماطم لأسباب غير معروفة تثور على البشر.

## وصلات خارجية
- هجوم الطماطم القاتلة على موقع IMDb (الإنجليزية)
- هجوم الطماطم القاتلة على موقع روتن توميتوز (الإنجليزية)
- هجوم الطماطم القاتلة على موقع ألو سيني (الفرنسية)
- هجوم الطماطم القاتلة على موقع Turner Classic Movies (الإنجليزية)
- هجوم الطماطم القاتلة على موقع أول موفي (الإنجليزية)
- هجوم الطماطم القاتلة على موقع فيلمافينيتي (الإسبانية)
- هجوم الطماطم القاتلة على موقع قاعدة بيانات الفيلم (الإنجليزية)
- هجوم الطماطم القاتلة على موقع ليتربوكسد (الإنجليزية)
- هجوم الطماطم القاتلة على موقع كينوبويسك (الروسية)